# Twist and Shout (álbum de The Beatles)
Twist and Shout fue el segundo álbum de estudio de la banda de rock The Beatles, lanzado en Canadá por Capitol Records el 3 de febrero de 1964 en formato mono (con el número de catálogo T6054). Se trata de canciones en su mayoría procedentes de Please Please Me, su primer LP lanzado en el Reino Unido.
La contraportada contenía breves datos biográficos de cada integrante del grupo, y un texto narrativo de la trayectoria musical recorrida hasta ese momento por la banda.

## Diferencias conPlease Please Me
- «I Saw Her Standing There» y «Misery», las dos primeras canciones del álbum británico Please Please Me, fueron omitidas en Twist and Shout. Ambas aparecieron en el siguiente LP canadiense, The Beatles' Long Tall Sally.

- «From Me to You» y «She Loves You» fueron añadidas a Twist and Shout. Estas canciones se habían publicado como los lados A de sencillos en el Reino Unido.

Por otra parte, en este álbum apareció la segunda versión de «Love Me Do» en la que Ringo Starr no toca la batería.

## Lista de canciones
Todas las canciones escritas y compuestas por McCartney-Lennon, excepto donde esta anotado. 
| Cara 1 |                                |                     |          |  |
| N.º    | Título                         | Vocalista principal | Duración |  |
| 1.     | «Anna (Go to Him)» (Alexander) | Lennon              | 2:55     |  |
| 2.     | «Chains» (Goffin-King)         | Harrison            | 2:22     |  |
| 3.     | «Boys» (Dixon-Farrell)         | Starr               | 2:25     |  |
| 4.     | «Ask Me Why»                   | Lennon              | 2:22     |  |
| 5.     | «Please Please Me»             | Lennon              | 2:00     |  |
| 6.     | «Love Me Do»                   | Lennon y McCartney  | 2:22     |  |
| 7.     | «From Me to You»               | Lennon y McCartney  | 2:00     |  |
| 16:26  |                                |                     |          |  |

| Cara 2 |                                            |                     |          |  |
| N.º    | Título                                     | Vocalista principal | Duración |  |
| 1.     | «P.S. I Love You»                          | McCartney           | 2:02     |  |
| 2.     | «Baby It's You» (David-Williams-Bacharach) | Lennon              | 2:33     |  |
| 3.     | «Do You Want to Know a Secret»             | Harrison            | 1:55     |  |
| 4.     | «A Taste of Honey» (Scott-Marlow)          | McCartney           | 2:01     |  |
| 5.     | «There's a Place»                          | Lennon              | 1:50     |  |
| 6.     | «Twist and Shout» (Russell-Medley)         | Lennon              | 2:23     |  |
| 7.     | «She Loves You»                            | Lennon y McCartney  | 2:33     |  |
| 15:17  |                                            |                     |          |  |

Nota: Al contrario de como estaban firmadas en el álbum británico Please Please Me, las canciones «Love Me Do» y «P.S. I Love You» estaban presentadas en este álbum firmadas con el orden de sus autores de Lennon-McCartney, al haberse tomado la referencia directamente del primer sencillo publicado por el grupo. Asimismo, «She Loves You» presentaba los créditos de sus autores en su forma original, Lennon-McCartney.